# Mahieu le Juif
Mahieu le Juif (fl. XII-XIII secolo) è stato un troviero francese.
Se si deve credere alle sue canzoni, egli risulterebbe dunque essersi convertito dall'ebraismo al cristianesimo. Della sua opera solo due canzoni sopravvivono, una comprensiva di melodia. È stato "mescolato" insieme a Mahieu de Gant, ma lo stesso manoscritto che contiene entrambi i loro lavori li distingue in modo chiaro. 
La canzone più popolare di Mahieu, Par grant franchise, fu ampiamente copiata e oggi essa esiste in dodici chansonniers, tra cui uno in lingua occitana. Probabilmente è il tema affascinante della canzone che spiega la sua popolarità. Mahieu abbandona la fede ebraica per quella della sua signora cristiana. Tuttavia, aspettando di riceverne lodi, egli si rende soltanto ridicolo. La melodia appropriata di questa canzone sopravvive in molti variazioni, ma tutte hanno una struttura semplice, ancorché concisa. C'è una similitudine intertestuale tra un componimento del trovatore Albertet de Sestaro e il Par grant franchise, ma la direzione di ogni influenza dell'una sull'altra non può essere accertata: nonostante Jeanroy presume che il troviero fosse stato influenzato dal trovatore. 
Un altro componimento di Mahieu, Pour autrui movrai, parimenti riferisce della sua ebraicità, ma non fu destinato a una così ampia lettura. 

## Fonti
- (EN)  Falck, Robert. "Mahieu le Juif." Grove Music Online. Oxford Music Online. (url consultato il 20 settembre 2008).
- (EN)  Jeanroy, Alfred (1898). "Une imitation d'Albert de Sisteron par Mahieu le Juif," Archiviato il 12 giugno 2011 in Internet Archive. Romania, 27, 150. Con un'immagine del MS R 4,4 fol. 227ro Archiviato il 12 giugno 2011 in Internet Archive. dalla Biblioteca Estense di Modena.